# 핑안 파이낸스 센터
핑안 파이낸스 센터(중국어: 平安金融中心, 영어: Ping'an Finance Centre) 혹은 핑안 국제금융센터(중국어: 平安囯際金融中心, 영어: Ping'an International Finance Centre)는 중화인민공화국 선전시 푸톈 구에 마천루이다. 지상 115층, 599.1m짜리 1동과 66층, 320m짜리 2동으로 구성되어 있으며, 1동은 현재 선전 시에서 제일 높은 빌딩이다. 핑안 국제생명보험의 사옥으로 건설된 이 빌딩에는 전망대와 오피스 등을 갖췄다 약칭은 PAFC이다. 2012년에는 건물 철구조물에 염분이 포함되어 있다는 논란으로 2013년 중반까지 공사가 중단되었었다.
2010년에 착공하여 2014년 5월 지상 80층까지 공사 진행 중이였고 2016년에는 완공 및 개장되었다.

## 갤러리

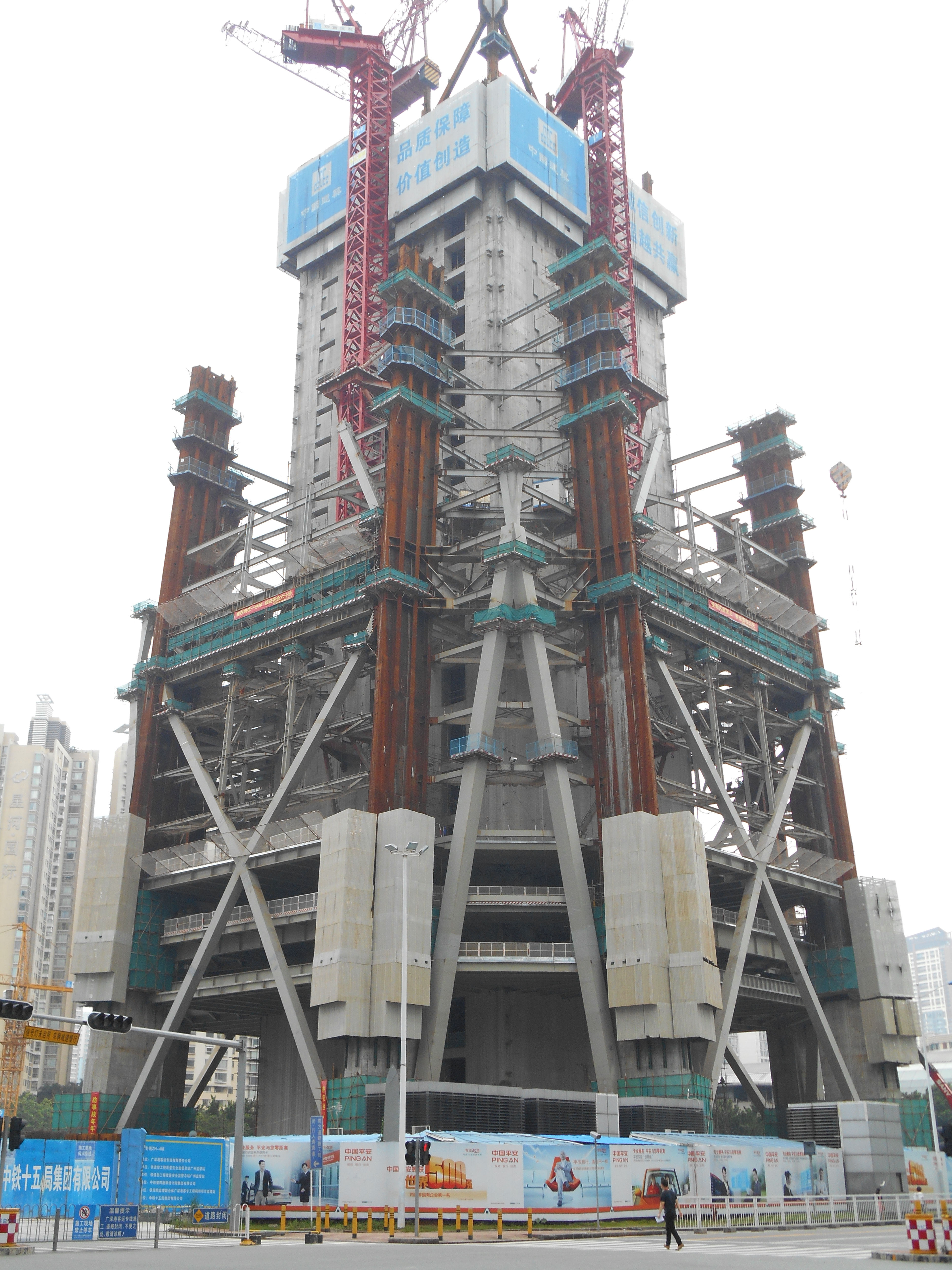
2013년 6월 24일
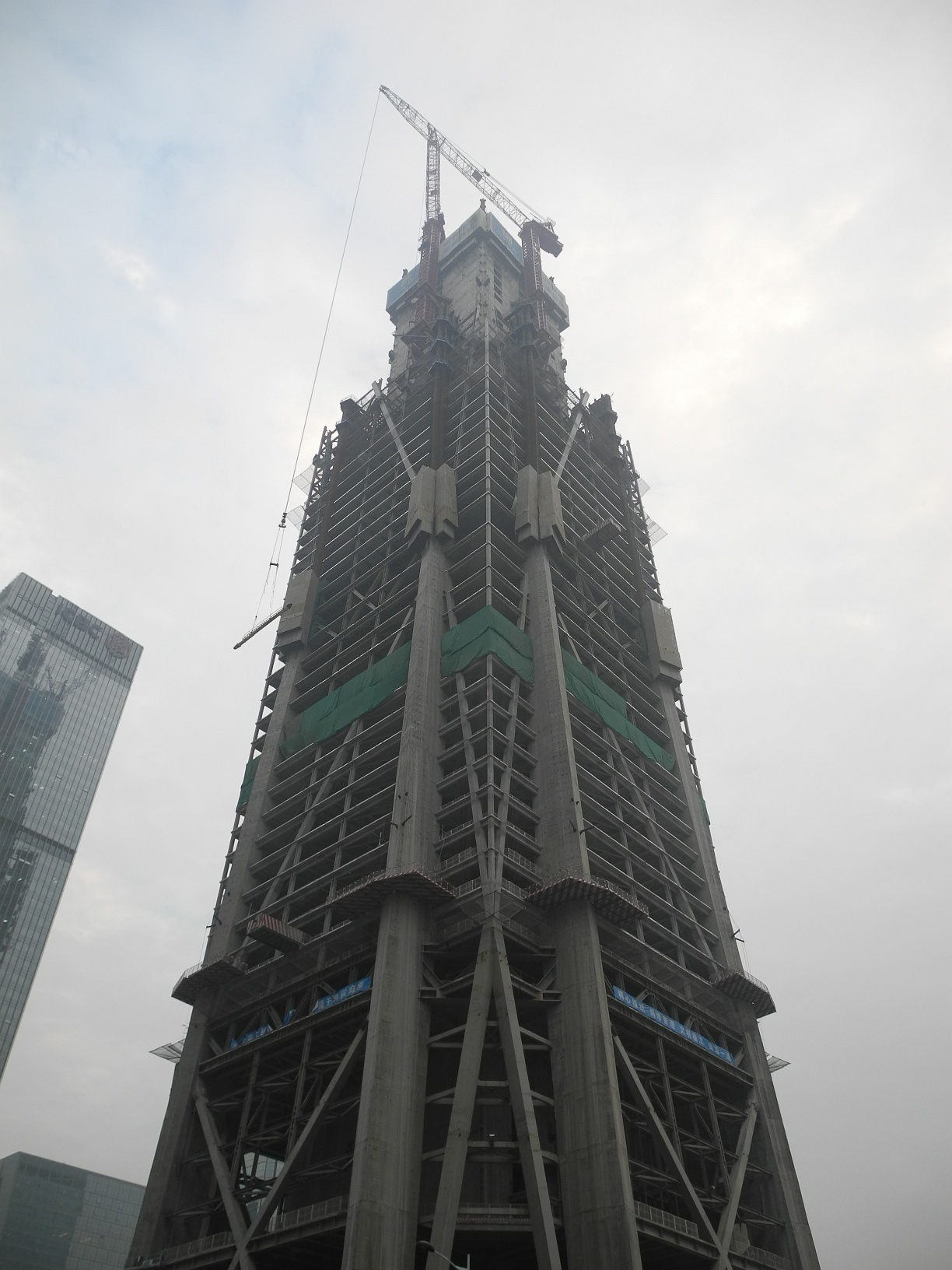
2013년 12월 13일
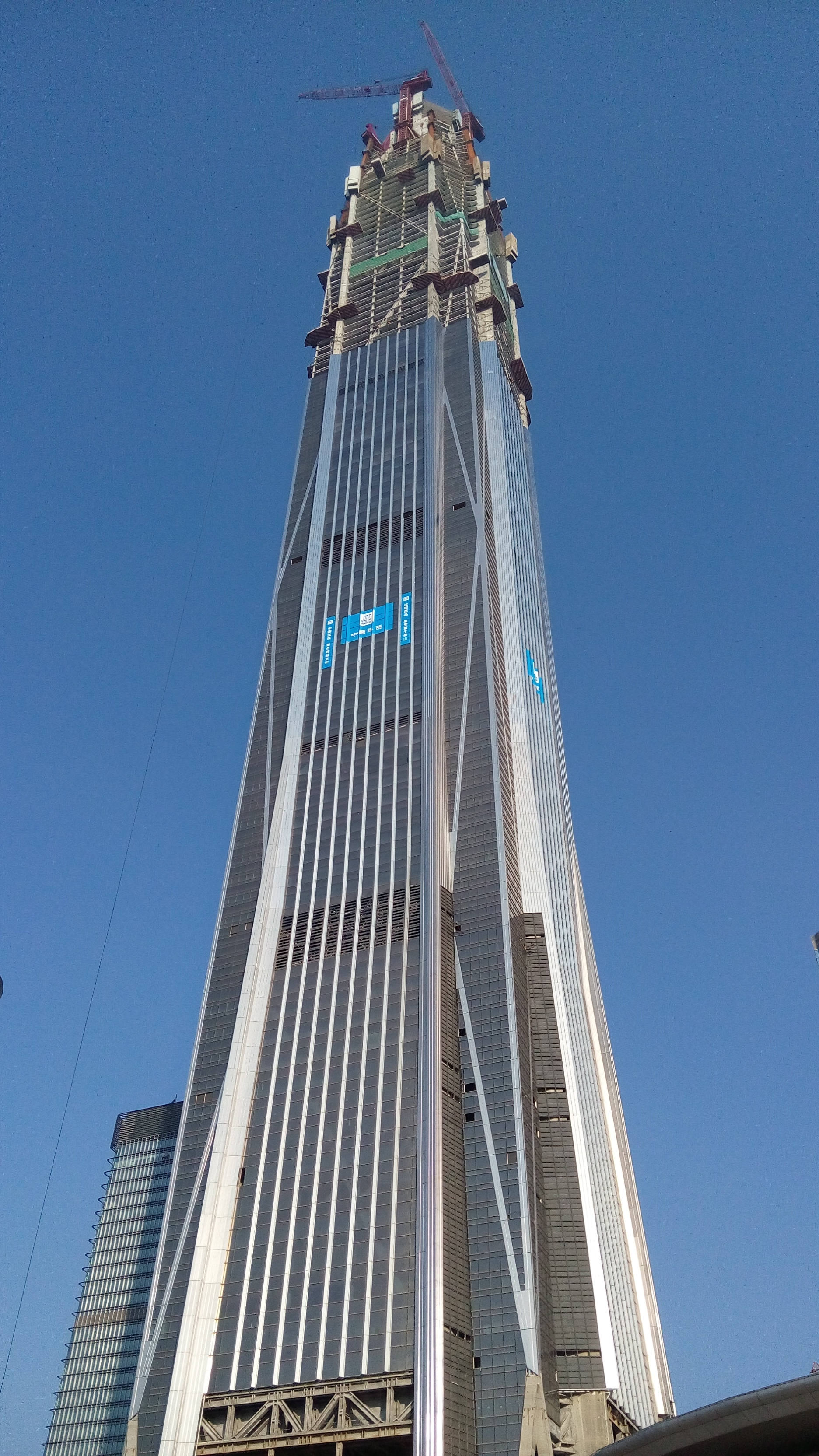
2014년 12월 21일
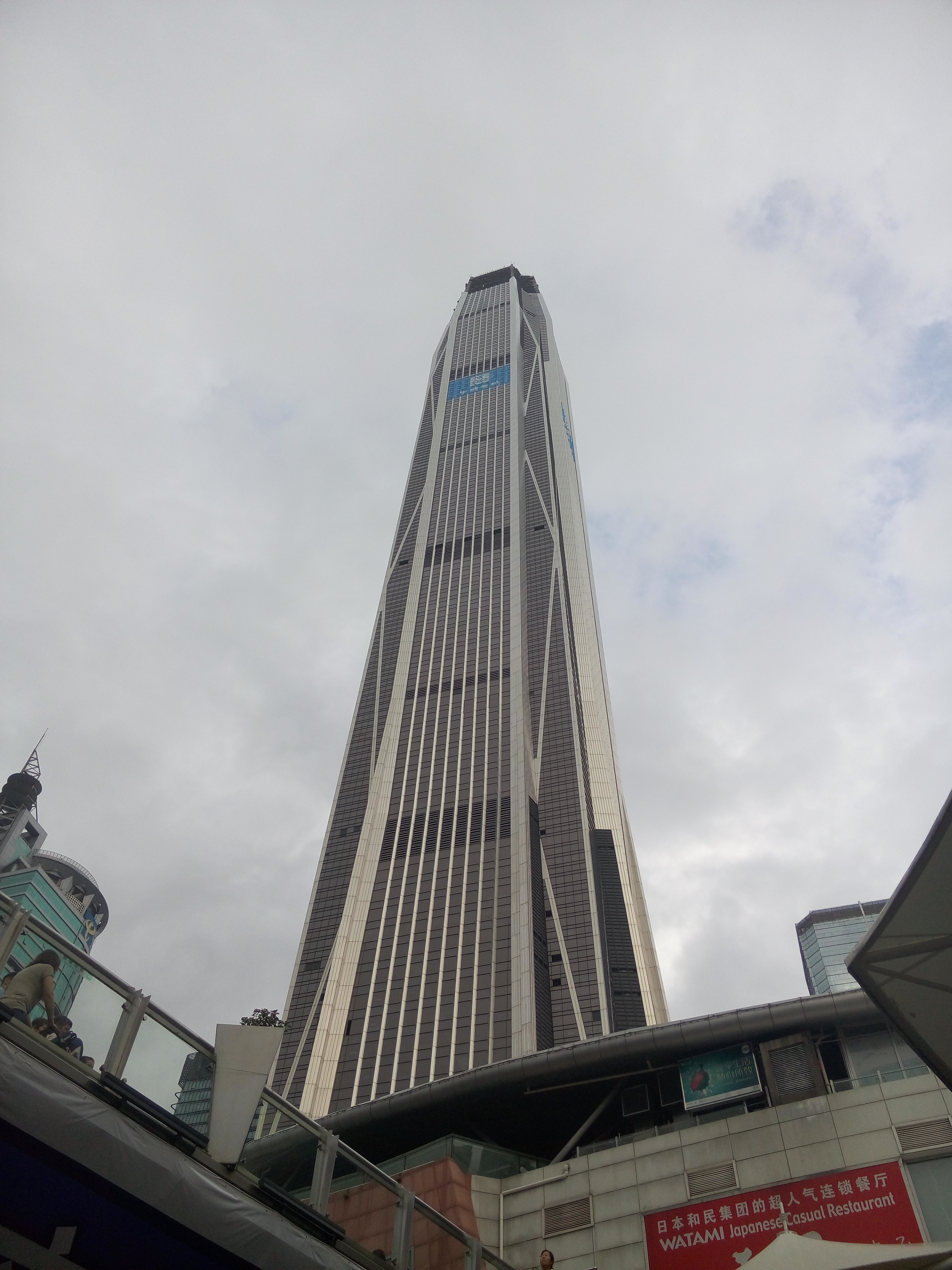
2015년 8월 15일
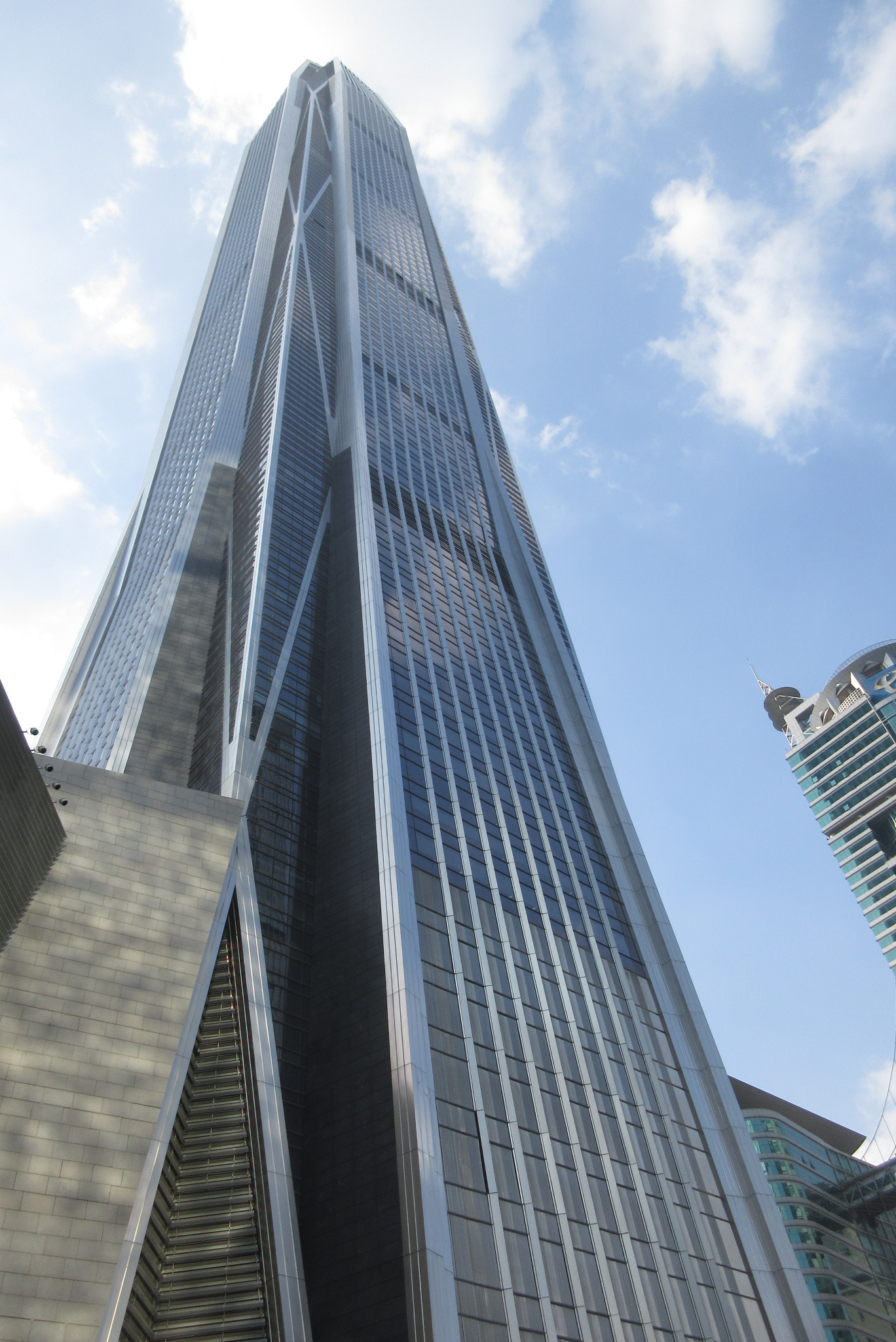
2017년 10월 12일

## 같이 보기
- 마천루 목록
- 아시아의 마천루 목록
- 중화인민공화국의 마천루 목록
- 100층 이상의 마천루 목록
- 킹키 100